# Lisnîce, Berșad
Lisnîce (în ucraineană Лісниче) este localitatea de reședință a comunei Lisnîce din raionul Berșad, regiunea Vinnița, Ucraina.

## Demografie
Componența lingvistică a localității Lisnîce
     Ucraineană (97,87%)
     Rusă (1,91%)
     Alte limbi (0,07%)
Conform recensământului din 2001, majoritatea populației localității Lisnîce era vorbitoare de ucraineană (97,87%), existând în minoritate și vorbitori de rusă (1,91%).

## Legături externe
- pl Leśnicze în Dicționarul geografic al Regatului Poloniei și al altor țări slave, volum V (Kutowa Wola — Malczyce) anul 1884

- pl Leśnicze în Dicționarul geografic al Regatului Poloniei și al altor țări slave, volum XV, p. 2 (Januszpol — Wola Justowska)1902